# 이민영 (배우)
이민영(1976년 2월 6일 ~ )은 대한민국의 배우이다.

## 생애
6세 때 MBC 《뽀뽀뽀》 출연을 시작으로 초등학교 6학년 때까지 8년 간 아역 탤런트로 활동했다. 1994년 MBC 공채 탤런트 23기로 입문하였다.

## 학력
- 경복초등학교 (졸업)
- 동국대학교 사범대학 부속여자중학교 (졸업)
- 동국대학교 사범대학 부속여자고등학교 (졸업)
- 단국대학교 연극영화학과 (졸업)

## 경력
- 1997년 아시아나항공 명예승무원
- 1994년 MBC 23기 공채 탤런트

## 작품 활동

### 드라마
| 연도 | 방송사            | 제목                            | 역할        | 비고     |
| ---- | ----------------- | ------------------------------- | ----------- | -------- |
| 1982 | MBC               | 미련                            |             |          |
| 1983 | MBC               | 조선왕조 오백년 - 뿌리깊은 나무 | 정소공주 역 |          |
| 1995 | MBC               | 사춘기                          | 김재인      |          |
| 1995 | MBC               | 짝                              | 송현주      |          |
| 1995 | MBC               | 여                              | 서금순      |          |
| 1996 | MBC               | 이혼하지 않는 이유              | 소영        |          |
| 1996 | MBC               | 동기간                          | 박소백      |          |
| 1996 | MBC               | 세상에서 가장 아름다운 이별     | 정연수      |          |
| 1997 | MBC               | 의가형제                        | 서윤경      |          |
| 1997 | MBC               | 내가 사는 이유                  | 이정희      |          |
| 1997 | MBC               | 영웅신화                        | 최하림      |          |
| 1997 | MBC               | 남자 셋 여자 셋                 | 이민영      | 특별출연 |
| 1998 | MBC               | 맨발로 뛰어라                   | 강현지      |          |
| 1999 | SBS               | 젊은 태양                       | 서한별      |          |
| 1999 | SBS               | LA아리랑                        |             | 특별출연 |
| 1999 | MBC               | 하나뿐인 당신                   | 이은선      |          |
| 1999 | KBS2              | 만남                            | 성예원      |          |
| 2000 | KBS1              | 좋은걸 어떡해                   | 미주        |          |
| 2000 | KBS2              | 드라마시티 아틀란티스의 여인    |             |          |
| 2001 | MBC               | 결혼의 법칙                     | 송공주      |          |
| 2001 | KBS2              | 꽃밭에서                        | 한기준      |          |
| 2001 | KBS2              | 아버지처럼 살기 싫었어          | 구미숙      |          |
| 2002 | KBS2              | 동물원 사람들                   | 양민영      |          |
| 2002 | MBC               | 부엌데기                        | 순영        |          |
| 2002 | SBS               | 흐르는 강물처럼                 | 박동희      |          |
| 2003 | SBS               | 연인                            | 오수희      |          |
| 2004 | KBS2              | 부모님 전상서                   | 우미연      |          |
| 2004 | SBS               | 토지                            | 별당 아씨   |          |
| 2006 | SBS               | 사랑과 야망                     | 우은환      |          |
| 2011 | JTBC              | 발효가족                        | 이우주      |          |
| 2014 | SBS               | 나만의 당신                     | 고은정      |          |
| 2015 | 드라마 H & TRENDY | 유일랍미                        | 고아영      |          |
| 2016 | SBS               | 사랑이 오네요                   | 나선영      |          |
| 2017 | KBS2              | 최강 배달꾼                     | 순애        |          |
| 2018 | KBS2              | 당신의 하우스헬퍼               | 안진홍      |          |
| 2019 | KBS2              | 닥터 프리즈너                   | 복혜수      |          |
| 2021 | TV조선            | 결혼작사 이혼작곡               | 송원        |          |
| 2021 | TV조선            | 결혼작사 이혼작곡 2             | 송원        |          |
| 2022 | TV조선            | 결혼작사 이혼작곡 3             | 송원        |          |
| 2022 | TV조선            | 마녀는 살아있다                 | 채희수      |          |
| 2022 | KBS2              | 법대로 사랑하라                 | 채송화      |          |
| 2023 | MBN               | 완벽한 결혼의 정석              | 이정혜      |          |
| 2023 | KBS2              | 고려거란전쟁                    | 천추태후    | 32부작   |

### 영화
- 1980년 《여자의 이 아픔을》
- 1980년 《바다로 간 목마》
- 2013년 《가족 사진》 ... 수경 역 (각본/스텝)

### 광고
- 한독 씨메이저
- 금강제화 상품권
- 유니레버 썬실크
- 대상 청정원 순창 고추장
- 오뚜기 (옛날 사골곰탕, 옛날 육개장)
- 롯데기공 하이큐 콘덴싱
- 현대자동차 베르나

## 수상 및 후보
| 연도 | 시상식       | 부문                           | 작품        | 결과 |
| ---- | ------------ | ------------------------------ | ----------- | ---- |
| 1996 | MBC 연기대상 | 여자 신인상                    | 짝          | 수상 |
| 2014 | SBS 연기대상 | 장편드라마부문 여자 우수연기상 | 나만의 당신 | 후보 |

## 참고 사항
- 탤런트 우희진과 고등학교 동창이다.[1]
- KBS 2TV 아침드라마 <만남>으로 KBS 나들이를 했는데 이 작품에 앞서 <열애>[2], <야망의 전설>[3] 등에서 섭외가 왔지만 모두 고사했으며 2002년 MBC 추석특집드라마 <부엌데기> 이후[4] KBS, SBS 등에서 활동했다.